# Anna Maria Franziska von Sachsen-Lauenburg

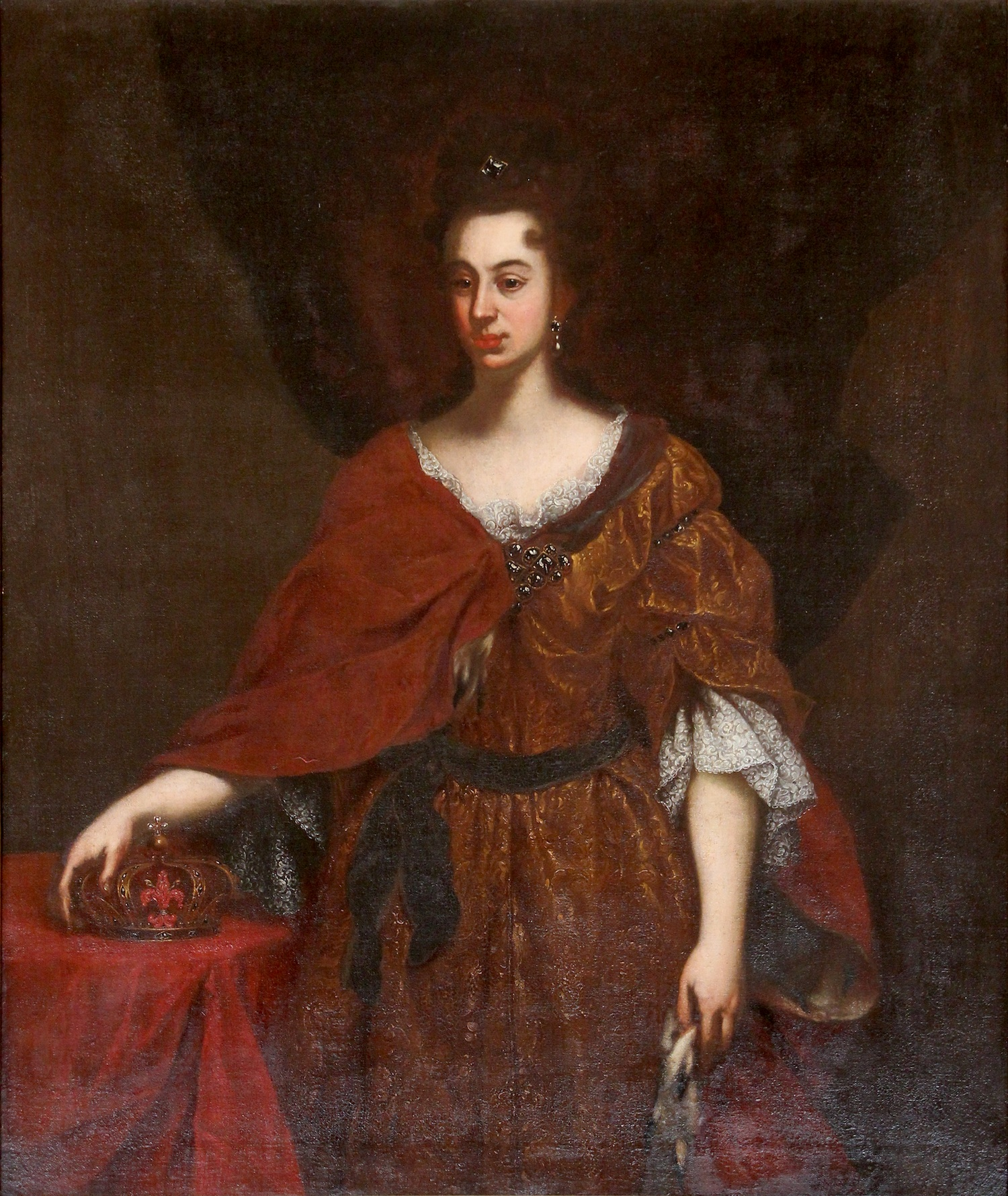
Anna Maria Franziska von Sachsen-Lauenburg. Offizielles Porträt als Großherzogin der Toskana

Anna Maria Franziska von Sachsen-Lauenburg (* 13. Juni 1672 in Ratzeburg; † 15. Oktober 1741 in Reichstadt) war eine Prinzessin von Sachsen-Lauenburg und durch Heirat nacheinander Pfalzgräfin von Neuburg und Großherzogin der Toskana.

## Leben
Anna Maria Franziska war die älteste überlebende Tochter des Herzogs Julius Franz von Sachsen-Lauenburg (1641–1689) aus dessen Ehe mit Hedwig (1650–1681), Tochter des Pfalzgrafen Christian August von Sulzbach.
Nach dem Tod ihres Vaters wurde sie gemeinsam mit ihrer jüngeren Schwester Sibylla Augusta unter Vormundschaft Kaiser Leopolds I. gestellt. Sie erbte lediglich die umfangreichen böhmischen Territorien ihres Vaters, darunter die Güter Buschtiehrad, Consonim, Minckwitz, Politz, Ploschkowitz, Schwaden, Schwolino und Reichstadt. Den Erbfolgeanspruch auf das Herzogtum, in dem sie sich im Kampf der Mächte nicht behaupten konnte und sich auch der Kaiser gegen sie stellte, gab sie jedoch nie auf. Anna Maria Franziska galt als eine der interessantesten Heiratskandidatinnen des Reiches.
Sie heiratete in erster Ehe am 29. Oktober 1690 in Raudnitz Pfalzgraf Philipp Wilhelm von Neuburg (1668–1693), der bereits nach drei Ehejahren erst 24-jährig starb.
Ihr zweiter Ehemann wurde am 2. Juli 1697 in Düsseldorf Großherzog Gian Gastone von Toskana (1671–1737). Die Ehe war von Anna Maria Franziskas Schwägerin Anna Maria Luisa arrangiert worden und sollte die Verbindungen Toskanas zum Reich weiter festigen. Die Ehe wurde ein vollkommenes Fiasko. Der dem Alkohol und der Knabenliebe zugeneigte Gian Gastone zeigte in nüchternem Zustand Interessen für die Wissenschaften, während seine Frau, eher für das Landleben geschaffen, am liebsten ritt und jagte. Das Paar trennte sich 1708, nachdem Vermittlungsversuche des Erzbischofs von Prag im Auftrag Papst Clemens XI. gescheitert waren. Anna Maria Franziska bezeichnete ihren Mann bei diesen Gesprächen als „völlig impotent“ und würde nicht daran denken, sich in Florenz der Gefahr ihrer Ermordung auszusetzen. Gian Gastone seinerseits
beschrieb seine Frau als „unmögliche Hexe“ und würde nicht daran denken, sie in Florenz zu empfangen, falls sie dorthin käme. Gian Gastone lebte in Florenz, und Anna Maria Franziska blieb auf ihren böhmischen Gütern, vornehmlich in Reichstadt. Das Paar sah sich nie wieder.
Im Jahr 1723 ließ sie die Kirche in Politz in ihrer heutigen Form fertigstellen. Anna Maria Franziska starb als letzte des Geschlechts der Lauenburger Herzöge und wurde an der Seite ihres ersten Mannes in der Stadtpfarrkirche Reichstadt beigesetzt. Sie war von großer Frömmigkeit und ließ sich, auf eigenen Wunsch hin, im blauen Chormantel der Cölestinerinnen bestatten.

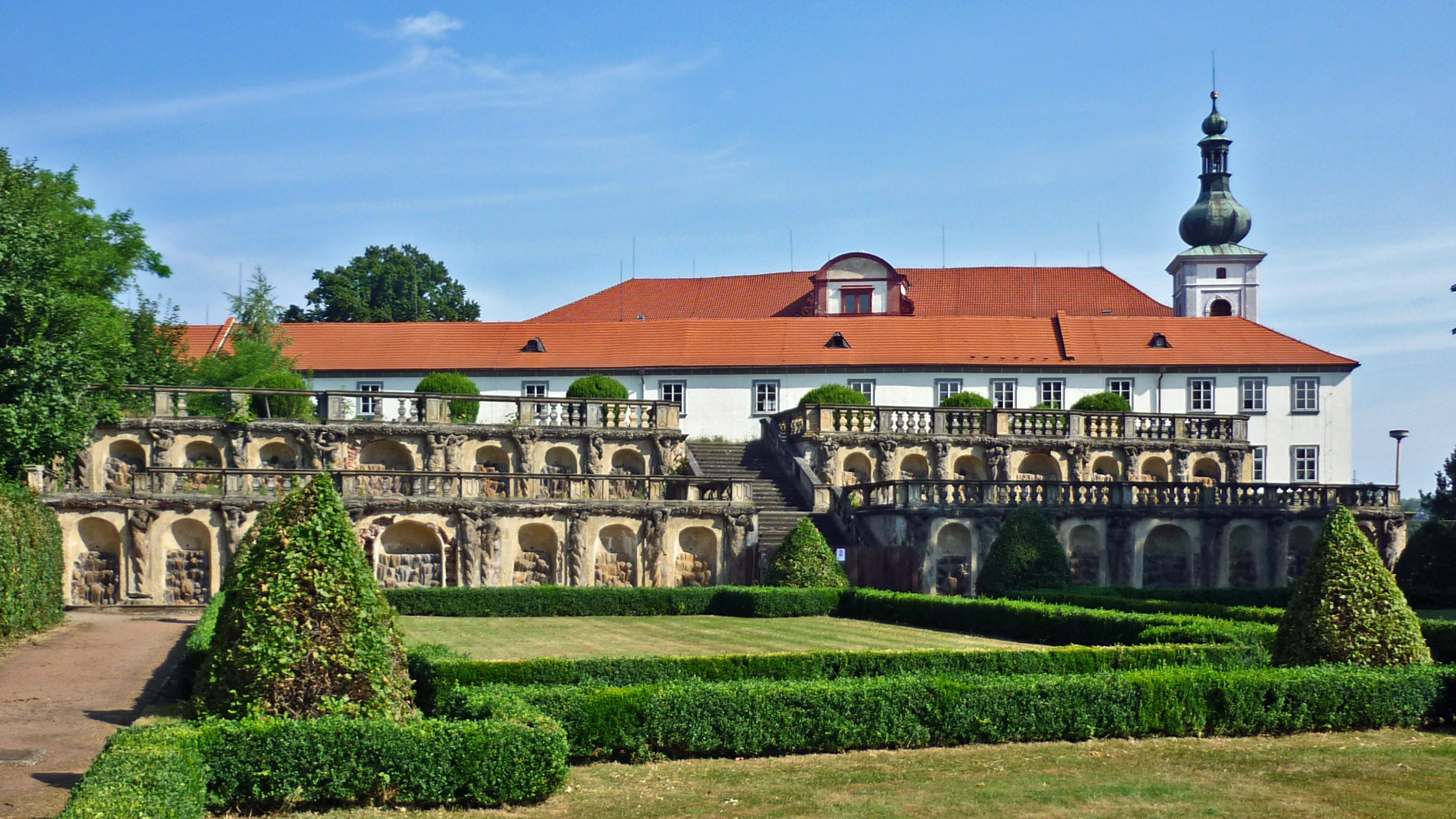
Schloss Reichstadt
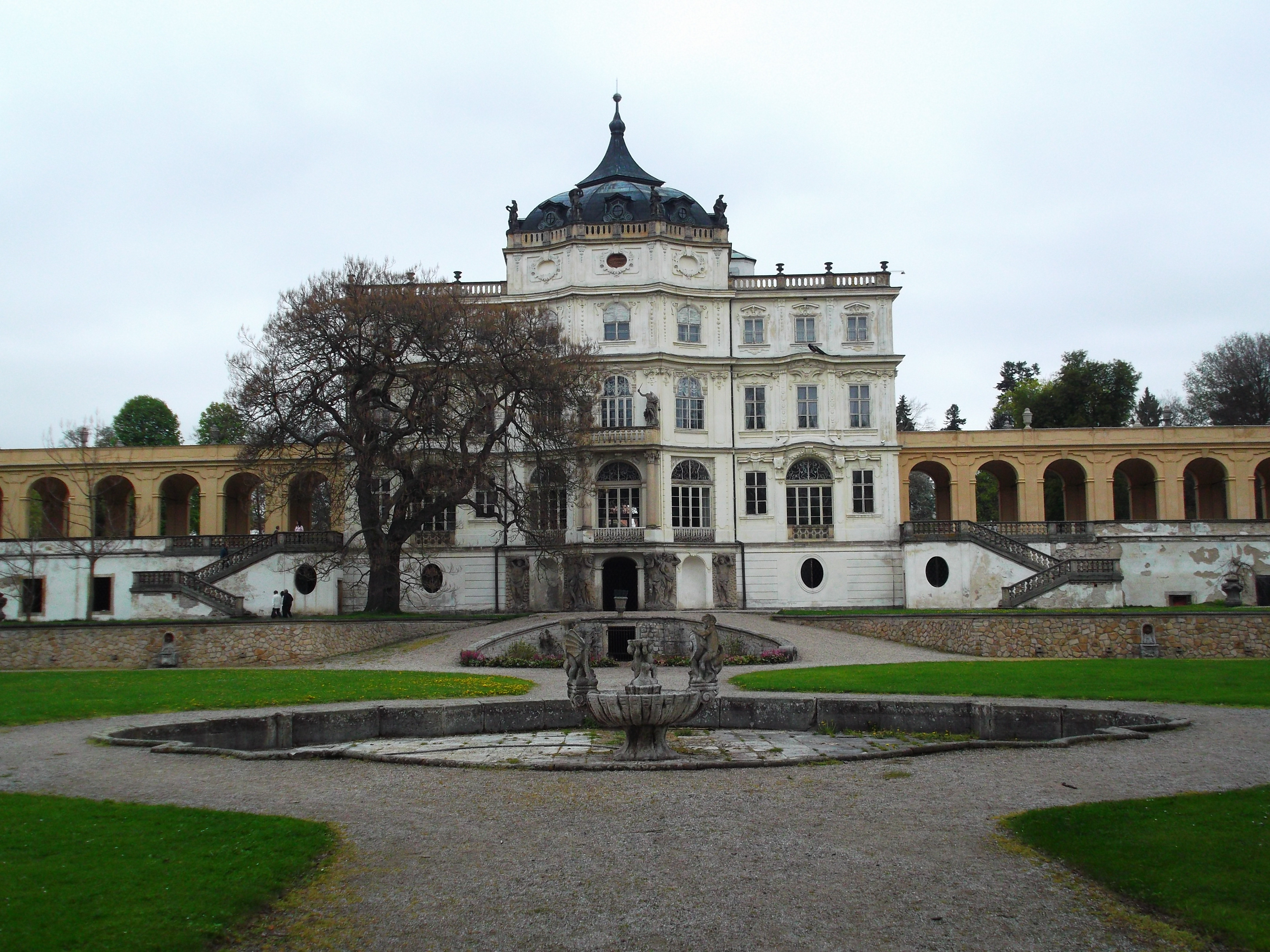
Schloss Ploskovice

## Nachkommen
Aus ihrer ersten Ehe mit Philipp Wilhelm von der Pfalz hatte Anna Maria Franziska zwei Töchter:
- Leopoldine Eleonore (1691–1693)
- Maria Anna Karoline (1693–1751)

⚭ 1719 Prinz Ferdinand von Bayern (1699–1738)